# Fietssnelweg F402
Fietssnelweg F402 is een korte fietssnelweg die de verbinding maakt tussen twee zijden van fietssnelweg F40, ten oosten en ten westen van de haven van Gent, en gebruik maakt van het veer van Langerbrugge.
De F402 ligt ruwweg evenwijdig aan fietssnelweg F401, die een gelijkaardige verbinding via een veer maakt, maar meer naar het noorden. Beide fietsverbindingen (met veer) zijn de enige tussen Gent (F400) en Zelzate (F40).

## Traject

### Langerbruggestraat
In 2019 werd een vrijliggend 3 meter breed dubbelrichtingsfietspad aangelegd in de Langerbruggestraat tussen het veer en het nieuwe knooppunt over de R4-Oost, door de provincie Oost-Vlaanderen en North Sea Port.

### Kluizensesteenweg
In 2024 wordt een dubbelrichtingsfietspad van vier meter breed aangelegd op de Kluizensesteenweg, 150 meter lang in Gent tot de grens met Evergem.